# Römer + Römer
 (décembre 2020).
 (décembre 2020).

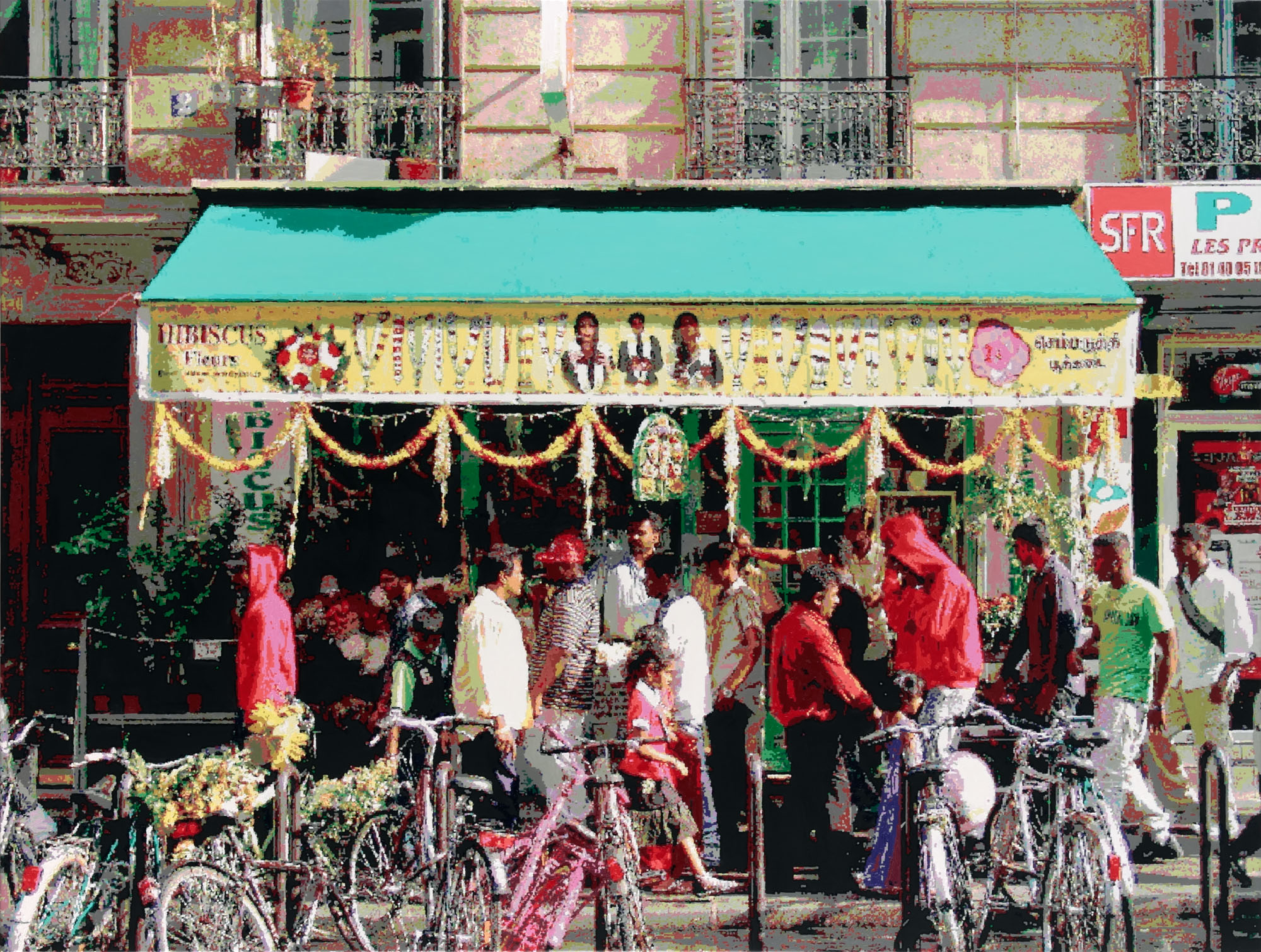
Römer+Römer, Hibiscus.Fleurs, 2008, l´huile sur toile, 200 x 265 cm

Römer + Römer (Torsten et Nina Römer) sont un couple d'artistes allemand-russe qui vit et travaille à Berlin.

## Biographies
Torsten Römer est né à Aix-la-Chapelle en 1968, a étudié la peinture à l'École des Beaux Arts de Münster avec Udo Scheel et à l´Académie des beaux-arts de Düsseldorf avec Rissa, Siegfried Anzinger, Helmut Federle et A. R. Penck. En 1996, Torsten Römer a reçu une bourse de voyage du Kunstverein Düsseldorf.
Nina Römer est née en 1978 sous le nom de Nina Tanguian à Moscou. Elle est la petite-fille de l'écrivain soviétique Iouri Valentinovitch Trifonov et l'arrière-petite-fille du peintre ukraino-russo-soviétique Amcheï Nürenberg. Elle a étudié la peinture à l´Académie des beaux-arts de Düsseldorf avec Helmut Federle et A. R. Penck.

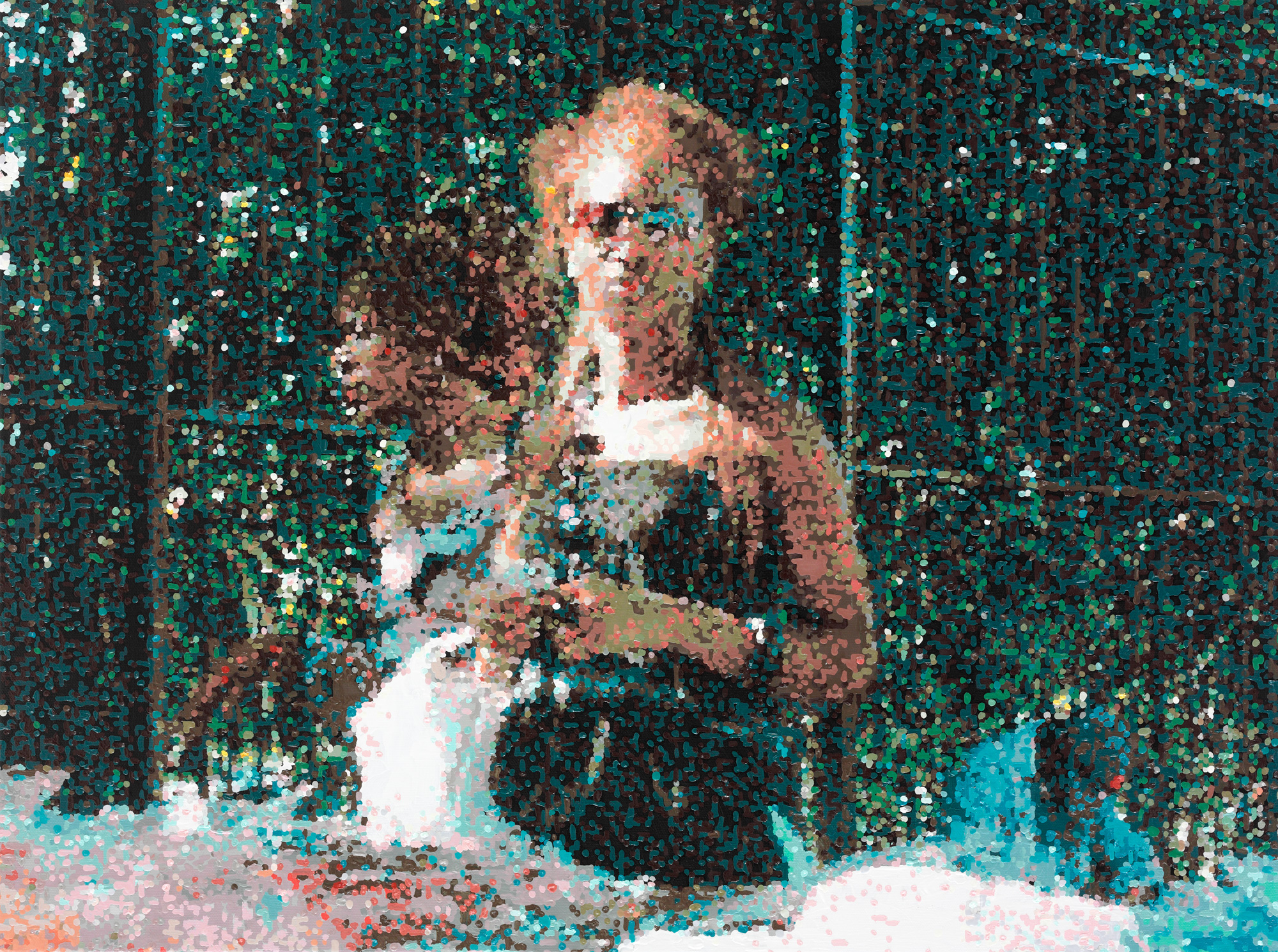
Diva au marché aux puces, 2010, huile sur toile, 60 x 80 cm

## Œuvre
Nina et Torsten Römer se sont connus en étudiant la peinture à l´Académie des beaux-arts de Düsseldorf, où ils sont tous deux devenus des étudiants en master de A. R. Penck. Ils travaillent ensemble sur leurs projets artistiques en tant que couple d'artistes Römer + Römer depuis 1998 et vivent et travaillent à Berlin depuis 2000. En 2011, le couple d´artistes Römer + Römer ont reçu le prix spécial du Prix Lucas-Cranach de la ville de Kronach.
Le travail de Römer + Römer comprend la peinture, la photographie, l'art numérique, la gravure et la performance. Ils organisent également des expositions. Leur réflexion sur la nature des images numériques en photographie et sur Internet a conduit à la technique picturale qui définit le caractère de toutes leurs œuvres. Le transfert de photographies faites par eux-mêmes sur des panneaux grand format se fait en plusieurs étapes d'abstraction. Le couple décompose ses motifs sur la toile en zones de couleur et en milliers de points peints, qui a une certaine distance, se combinent pour former une image nette dans l'œil du spectateur. Plus on se rapproche de l'œuvre, de plus des personnes et des objets se perdent dans le jeu abstrait des couleurs. L'image qui paraît réaliste se révèle être une illusion. Contrairement au pointillisme impressionniste, les pixels de couleur peuvent être interprétés comme une référence au flot numérique d'images à l'époque de téléphones numériques.
En 1998, Römer + Römer ont lancé leur projet à long terme M°A°I°S, qui a duré jusqu'en 2006 et a été principalement mis en œuvre dans des bunkers. Les références historiques et politiques sont souvent les thèmes de leurs sujets et projets. Par exemple, l'exposition berlinoise Der Freie Wille (2005) se déroule à l'occasion du 20e anniversaire de la glasnost  avec un discours d'ouverture de Mikhaïl Gorbatchev et HA KYROPT! (Vers le spa!) - Russian Art Today 2004 à la Kunsthalle Baden-Baden ET établit des relations avec les curistes russes de l'époque tsariste. Römer + Römer n'analysent pas l'histoire, mais la reconstruisent avec des moyens esthétiques. Accompagnés par l'esprit d'optimisme et de changement de Berlin, la vision du couple d'artistes sur la vie urbaine et l'attitude envers la vie des jeunes générations dans les cycles d'images Café Bistro Capital, Vous ne pouvez pas entrer ici avec pieds nus et Sense of Life sont d'un intérêt particulier. Déclenché par les attentats terroristes du 11 septembre 2001, Römer + Römer ont expérimenté en peinture, l´infographie, sérigraphie et en gravure dans leur projet Infinite Justice avec le logo de l'OTAN, l'écriture arabe du Coran, l'emblème de la Bundeswehr et leurs autoportraits. Dans des burqas de fantaisie spécialement conçues pour eux, la performance thématique appropriée a eu lieu à Berlin, Düsseldorf, Turin, Miami et Vladivostok. Römer + Römer ont gagné un public plus large en 2003/2004 avec leur performance de baisers germano-russe. Ils poursuivent également le sujet de l'amour dans d'autres projets tels que le cube interactif qu'ils ont construit appelé Blind Date Adam & Eve Lottery.
Depuis 2008, ils se concentrent sur des motifs qu'ils capturent et collectionnent en voyageant à travers l'Asie, l'Amérique du Sud, l'Afrique du Nord, le Moyen-Orient, la Russie et divers pays européens. Ils font la recherche profonde dans les particularités des différents contextes sociaux afin de formuler des idées centrales du monde globalisé et de les mettre en œuvre dans la peinture. De plus grandes séries d'images sont créées sur Cosplay à Pékin (2009), sur le Japon avec le cycle 50 Vues du mont Fuji vu du train (2009) en hommage à Katsushika Hokusai et Utagawa Hiroshige, sur la ville portuaire de Busan en Corée du Sud (Die Flut, 2010) , les Banlieus de Paris (2010), Israël (2011) et la Gay Pride de Brighton, Angleterre (2011). Le cycle de travail Sambódromo (2013) sur le carnaval de Rio de Janeiro, qui montre des danseurs et des acteurs costumés avant leur apparition dans la zone du stade, le Concentraçao, a émergé du voyage de recherche au Brésil.
Entre les années 2013 et 2016, Römer + Römer se penchent sur le festival de musique Fusion, qui a lieu chaque année dans un ancien aéroport militaire soviétique de Mecklembourg-Poméranie occidentale. Dans leurs images, ils reflètent la communauté temporaire cristallisé dans un état d'urgence collectif, les organisateurs eux-mêmes de Kulturkosmos e.V. (de) appellent le communisme de vacances. En 2017, le couple d'artistes se rendra dans le désert du Nevada, aux États-Unis, pour faire des recherches d'images sur Burning Man Festival. Les productions de feu, de lumière et de LED, les installations bizarres, les voitures d'art, les burns et les fêtes au milieu de la ville éphémère de Black Rock Desert sont concentrées dans leur peinture.

## Expositions (sélection)
(G = exposition de groupe)
- 2020 Radical Ritual, Lachenmann Art, Francfort
- 2019 Burning Man - Electric Sky, Haus am Lützowplatz, Berlin
- 2018 Face to Face - Visages de la collection Hense, Kunsthalle Hense, Gescher (G) [5]
- 2018 Sturmhöhen, Schafhof - Maison des artistes européens Haute-Bavière, Freising (G)
- 2017 Grève générale, Kunstverein Münsterland, Coesfeld [6]
- 2017 ¿Qué dés? Espronceda, Barcelone[7]
- 2017 Kiss - De Rodin à Bob Dylan, Bröhan-Museum, Berlin (G)
- 2017 Exposition du Prix Wilhelm Morgner 2017, Musée Wilhelm Morgner, Soest (G)
- 2017 Under Construction, Schau Fenster, Berlin (G)[8]
- 2017 La peinture est morte. Long Live Painting, CCA Andratx, Majorque, Espagne (G)
- 2016 Détenus du Parti, Kunstverein Kunstkreis Hameln
- 2015 56e Biennale de Venise, Pavillon national de Maurice[9] (G)
- 2015 hamster - hipster - téléphone portable. Sous le charme du téléphone portable, Museum Angewandte Kunst, Francfort (G)
- 2014 Party Löwe, Freight + Volume Gallery, New York[10]
- 2014 Tout pour tous, Musée Richard Haizmann, Niebüll[11]
- 2013 Face to Face, Centre international d'art contemporain Zhan Zhou à Pékin, Chine
- 2013 Berlin russe, dans le cadre du festival White Nights, Central Exhibition Hall, Perm, Russie (A) [12]
- 2013 Sambódromo, Galerie Michael Schultz, Berlin[13]
- 2012 Point Systems - From Pointillism to Pixel, Wilhelm-Hack-Museum, Ludwigshafen (G)
- 2012 Images of Man - Le prix international Lucas Cranach, Fondation Cranach, Wittenberg (G) [14]
- 2012 Megacool 4.0 - Jeunesse et art, Künstlerhaus Vienna (G)
- 2011 salondergegenwart, Hambourg (G) [15]
- 2011 Biennale d'art contemporain, D-O ARK Underground (dans l'ancien bunker de Tito) Konjic, Bosnie-Herzégovine [16] (GA)
- 2011 Monte Verita, Kunstverein Montez, Frankfurt (GA)[17]
- 2010 O tu mir das nicht an, Kunsthalle Rostock [18]
- 2010 Lutte pour la liberté, Gwangju Art Museum, Gwangju, Corée [19]
- 2010 Inter-cool 3.0 - Jugend Bild Medien, Hartware MedienKunstVerein, Dortmund (G)
- 2009 Terroriste n ° 1, Kunstverein Heidelberg [20]
- 2009 Basé sur une histoire vraie, Today Art Museum, Beijing [21]
- 2009 Seconde vie à Pékin, Galerie Mathias Kampl, Munich [22]
- 2009 Moving Together - Art contemporain d'Allemagne et de Chine, Wuhan Art Museum, Wuhan, Chine (GA)
- 2007 Sense of Life, Hyundai Gallery, Séoul, Corée du Sud [23]
- 2006 Café - Bistro - Capital, Galerie Michael Schultz, Berlin
- 2005 Biennale d'urgence en Tchétchénie - une valise de Paris à Grozny, Palais de Tokyo, Paris (GA)
- 2005–2008 10 autres arrêts à la Biennale d'urgence[24]: Matrix Art Projects, Bruxelles / Belgique; Académie Eurac-Européenne de Bolzano / Italie[25]; Isola Art Center, Milan / Italie[26]; Neatliekama Biennale, Riga / Lettonie; Tallinn Art Hall, Tallinn / Estonie; Centre international d'art asiatique contemporain de Vancouver, Vancouver / Canada [27] Plataforma, San Pedro Museo de Arte, Puebla / Mexique; Biennale d'Istanbul / Turquie; Forum social mondial et CCA Playspace Gallery, San Francisco / États-Unis.; Galeria Arsenal, Bialystok / Pologne (GA) [28]
- 2005 M°A°I°S VI - Libre arbitre, bunker sous l'arène, Berlin (G) [29]
- 2004 HA KYPOPT! Art russe aujourd'hui, Galerie nationale d'art de Baden-Baden (G)
- 2004 Paradise - Forum international des initiatives artistiques, New Manege, Moscou (G) [30]
- 2003 M°A°I°S V. Paradies, bunker sous Alexanderplatz, Berlin (G) [31]
- 2003 Festival international des nouvelles technologies dans l’art contemporain, Centre des arts visuels de Saint-Pétersbourg, Saint-Pétersbourg, Russie (G)
- 2002 Biennale de Liverpool, Liverpool (G) [32]
- 2002 Big Torino, Biennale de Turin, Turin (G) [33]
- 2000 Huit jours par semaine 2000: Eurocard: Torsten et Nina à Liverpool, Graphic House, Liverpool